# イクラム・アリスケロフ
イクラム・アリスケロフ（Ikram Aliskerov、1992年12月7日 - ）は、ロシアの男性総合格闘家、サンビスト。ダゲスタン共和国出身。KHK MMA所属。

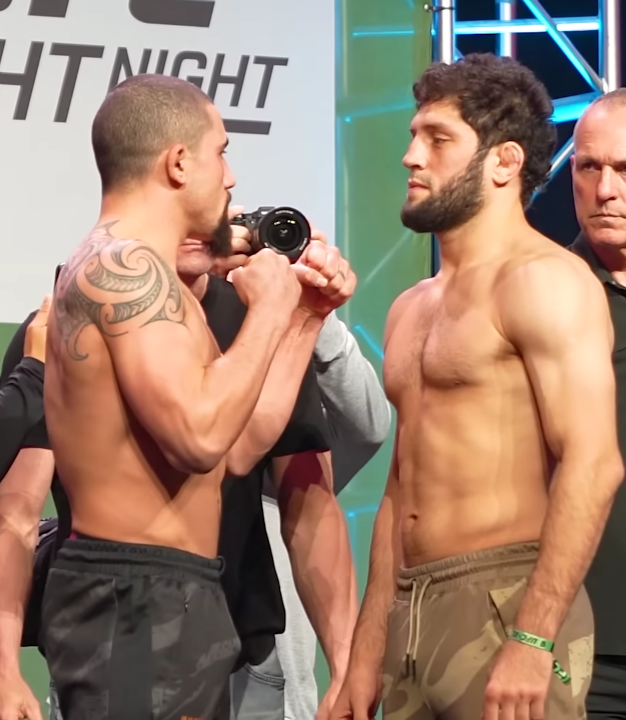
ロバート・ウィテカーとフェイスオフを行うアリスケロフ（2024年）

## 来歴

### サンボ
2012年のWCSF世界選手権、2016年のFIAS世界選手権で優勝し、2014年と2016年のFIASワールドカップでも優勝を果たした。また、コンバットサンボで後のBellator世界ウェルター級王者ヤロスラフ・アモソフに2度勝利している。

### 総合格闘技
2012年、プロ総合格闘技デビュー。
2019年4月19日、Brave CF 23にウェルター級契約でカムザット・チマエフと対戦。チマエフのテイクダウンを全て防いだものの、右アッパーで1RKO負け。キャリア初黒星となった。
2022年9月13日、Dana White's Contender Series 54でマリオ・ソウサと対戦し、キムラロックで1R一本勝ちを収め、UFCとの契約権を獲得した。

#### UFC
2023年5月6日、UFC初参戦となったUFC 288でフィル・ハウズと対戦し、ハイキックを効かせ追撃の右ストレートで1RKO勝ち。
2023年10月21日、UFC 294でワーレイ・アウベスと対戦。左ジャブでダウンを奪い、追撃の左飛び膝蹴りを効かせスタンドパンチ連打で1RTKO勝ち。パフォーマンス・オブ・ザ・ナイトを受賞した。
2024年6月22日、UFC on ABC: Whittaker vs. Aliskerovでミドル級ランキング3位の元UFC世界ミドル級王者ロバート・ウィテカーと対戦し、右アッパーでダウンを奪われパウンドで1RTKO負け。当初、ウィテカーは同大会でカムザット・チマエフと対戦予定であったが、チマエフが病気で欠場したため、1週間前のUFC on ESPN: Perez vs. Tairaでアントニオ・トロコリと対戦予定であったアリスケロフが急遽代役を受けウィテカーと対戦した。

## 戦績
| 総合格闘技 戦績 | 総合格闘技 戦績 | 総合格闘技 戦績 | 総合格闘技 戦績 | 総合格闘技 戦績 | 総合格闘技 戦績 | 総合格闘技 戦績 |
| --------------- | --------------- | --------------- | --------------- | --------------- | --------------- | --------------- |
| 18 試合         | (T)KO           | 一本            | 判定            | その他          | 引き分け        | 無効試合        |
| 16 勝           | 7               | 5               | 4               | 0               | 0               | 0               |
| 2 敗            | 2               | 0               | 0               | 0               | 0               | 0               |

| 勝敗 | 対戦相手                               | 試合結果                                       | 大会名                                         | 開催年月日     |
|      | パク・ジュンヨン                       |                                                | UFC 321: Aspinall vs. Gane                     | 2025年10月25日 |
| ○    | アンドレ・ムニス                       | 1R 4:54 TKO（左フック→パウンド）               | UFC on ESPN 66: Machado Garry vs. Prates       | 2025年4月26日  |
| ×    | ロバート・ウィテカー                   | 1R 1:49 TKO（右アッパー→パウンド）             | UFC on ABC 6: Whittaker vs. Aliskerov          | 2024年6月22日  |
| ○    | ワーレイ・アウベス                     | 1R 2:07 TKO（左飛び膝蹴り→スタンドパンチ連打） | UFC 294: Makhachev vs. Volkanovski 2           | 2023年10月21日 |
| ○    | フィル・ハウズ                         | 1R 2:10 KO（右ストレート）                     | UFC 288: Sterling vs. Cejudo                   | 2023年5月6日   |
| ○    | マリオ・ソウサ                         | 1R 2:09 キムラロック                           | Dana White's Contender Series 54               | 2022年9月13日  |
| ○    | ナーション・バレル                     | 5分3R終了 判定3-0                              | Eagle FC 46                                    | 2022年3月11日  |
| ○    | ミロ・ユルコビッチ                     | 2R 1:11 キムラロック                           | Brave CF 49                                    | 2021年3月25日  |
| ○    | デニス・トゥルーリン                   | 3R 1:48 キムラロック                           | Brave CF 41                                    | 2020年9月17日  |
| ○    | ディエゴ・ゴンザレス                   | 3R 2:04 TKO（パウンド）                        | Brave CF 33                                    | 2019年12月27日 |
| ×    | カムザット・チマエフ                   | 1R 2:26 KO（右アッパー）                       | Brave CF 23                                    | 2019年4月19日  |
| ○    | ジェラウド・コエーリョ・デ・リマ・ネト | 3R TKO（パンチ連打）                           | Brave CF 21                                    | 2018年12月28日 |
| ○    | ジョーイ・マイケル・ベルゲンボッシュ   | 1R 2:15 TKO（パウンド）                        | Brave CF 14                                    | 2018年8月18日  |
| ○    | チャド・ハネコム                       | 5分3R終了 判定2-1                              | Brave CF 10                                    | 2018年3月2日   |
| ○    | ジェレミー・スミス                     | 1R 2:01 KO（右フック）                         | Brave CF 9                                     | 2017年11月17日 |
| ○    | ルファト・アサドフ                     | 1R 4:00 ギロチンチョーク                       | Brave CF 6                                     | 2017年4月29日  |
| ○    | ドミトリー・アリシェフ                 | 5分2R終了 判定3-0                              | EFN - Fight Nights Dagestan                    | 2015年9月25日  |
| ○    | ウラジミール・ストゥカロフ             | 1R 3:24 腕ひしぎ十字固め                       | Tech-Krep FC - Prime Selection 4: Grandmasters | 2015年7月24日  |
| ○    | アリムジョン・シャドマノフ             | 5分2R終了 判定3-0                              | Fight Star - European MMA Cup                  | 2012年4月26日  |

## 表彰
- UFC パフォーマンス・オブ・ザ・ナイト（1回）